# Ceralocyna cribricollis
Ceralocyna cribricollis är en skalbaggsart som först beskrevs av Bates 1885.  Ceralocyna cribricollis ingår i släktet Ceralocyna och familjen långhorningar.
Artens utbredningsområde är Nicaragua. Inga underarter finns listade.